# روبين غونزاليس كارديناس
روبين غونزاليس كارديناس (بالإسبانية: Rubén González Cárdenas) هو محامي وسياسي فنزويلي، ولد في 14 مارس 1875 في الأوروغواي، وتوفي في 26 أغسطس 1939 في كاراكاس في فنزويلا. انتخب عضو مجلس نواب فنزويلا.